# AN-52
L’AN-52 est une ancienne arme nucléaire tactique française aéroportée. 
Cette bombe est entrée en service en 1973, elle avait une charge explosive de fission de 25 kilotonnes, une longueur d'environ 3 mètres et une masse inférieure à la demi-tonne. La charge utile était la tête nucléaire MR-50 CTC développé par le Commissariat à l'énergie atomique, équipant également l'AN 51 (en). Elle était montée sous les fuselages des Mirage III E et des Jaguar A de l'Armée de l'air et sous les ailes des Super-Étendard de la Marine nationale française. L'arme a été retirée en 1991 et remplacée par le missile de croisière Air-sol moyenne portée (ASMP).
Le mode de largage était un tir à basse altitude « en cloche » avec le déploiement d'un parachute retardateur permettant l'éloignement de l'avion lanceur. La combinaison Mirage IIIE/AN-52 a été testée en vraie grandeur, avec succès, au Centre d'expérimentation du Pacifique (CEP), le 28 août 1973, par Étienne Copel, alors lieutenant-colonel, commandant de la 4e escadre de chasse à la base de Luxeuil (BA 116),. 
La combinaison Jaguar/AN-52 fut testée de la même manière au CEP le 25 juillet 1974 lors du dernier essai nucléaire français aérien.

## Notes et références

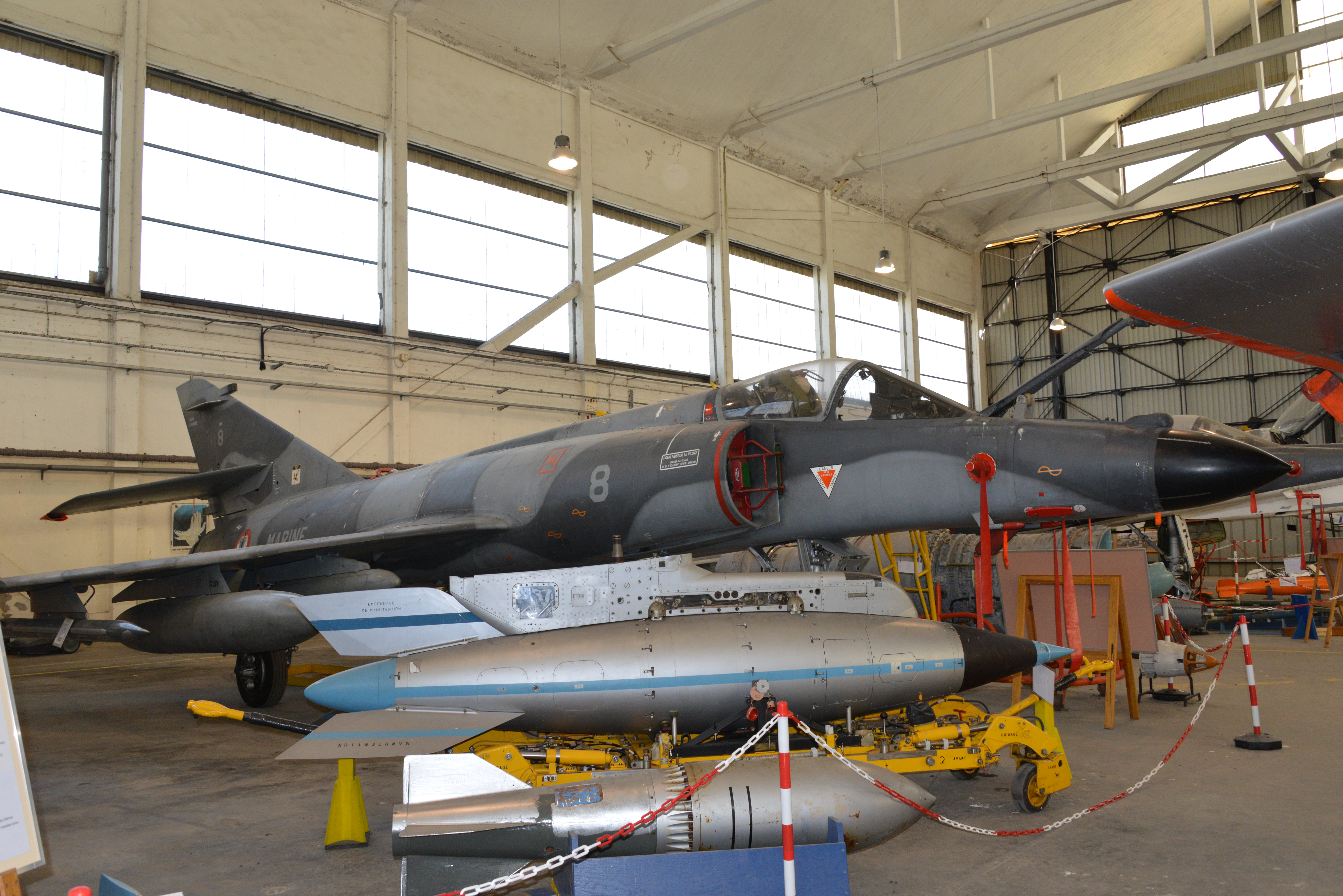
Vue de profil.